# Laphria karafutonis
Laphria karafutonis là một loài ruồi trong họ Asilidae. Laphria karafutonis được Matsumura miêu tả năm 1916. Loài này phân bố ở vùng Cổ Bắc giới.